# Joseph Neuberg

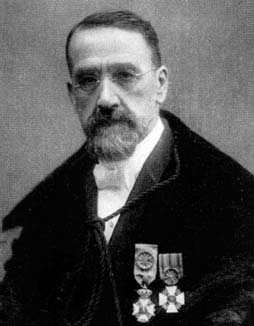
Joseph Jean Baptiste Neuberg

Joseph Jean Baptiste Neuberg (* 30. Oktober 1840 in Luxemburg (Stadt); † 22. März 1926 in Lüttich) war ein luxemburgisch-belgischer Mathematiker.

## Leben
Neuberg besuchte das Athénée de Luxembourg und studierte ab 1859 bis 1862 an der Universität Gent. Noch im Jahr seines Abschlusses wurde er für drei Jahre Lehrer an der École Normale von Nivelle. 1865 wechselte er an das Athénée Royal (Oberschule) von Arlon und 1868 bis 1878 lehrte er an der École Normale Brügge. Zwischen 1878 und 1884 lehrte Neuberg in Lüttich am Athénée Royal und wurde 1884 als außerordentlicher und 1887 als ordentlicher Professor für Mathematik an die Universität Lüttich berufen. 1910 ging er in den Ruhestand. 1866 nahm er die belgische Staatsbürgerschaft an. Er wurde im Dezember 1891 korrespondierendes und im Dezember 1897 volles Mitglied der Königlichen Akademie von Belgien und war 1911 Vorsitzender der Classe des Sciences.
Er gilt mit Émile Lemoine und Henri Brocard als treibende Kraft in einer Wiederbelebung der elementaren Dreiecksgeometrie Ende des 19. Jahrhunderts. Viele dieser Arbeiten wurden in der von Neuberg, Eugène Catalan und Paul Mansion (1844–1919) 1874 begründeten Zeitschrift Nouvelle correspondance mathématique und deren Nachfolger (ab 1881) Mathesis veröffentlicht.
Er war Mitglied wissenschaftlicher Gesellschaften von Luxemburg, Lüttich und der niederländischen mathematischen Gesellschaft.
Von ihm stammen einige geometrische Begriffe wie Mediator (Ebene durch die Mitte und senkrecht zu einem Liniensegment) und Bimedian (Liniensegmente zwischen den Mittelpunkten gegenüberliegender Seiten eines Vierecks).

## Schriften (Auswahl)
- Sur les projections et contre-projections d’un triangle fixe et sur le système de trois figures directement semblables. Brüssel 1890.
- Sur la géométrie du triangle. In: Eugène Rouché, Charles de Combérousse: Traité de géométrie. Paris 1900.

1. Note III, S. 445–515.
2. Sur les transformations linéaires et quadratiques, les coniques associées à un triangle et les systèmes de trois figures directement semblables. S. 595–641.